# جانی بنت
جانی بنت (انگلیسی: Johnny Bent; ۵ اوت ۱۹۰۸ – ۵ ژوئن ۲۰۰۴)از برندگان مدال‌های بازی‌های المپیک زمستانی و بازیکن هاکی روی یخ اهل ایالات متحده آمریکا بود.